# Estádio Olímpico Lluís Companys
O Estádio Olímpico Lluís Companys (em catalão: Estadi Olimpic Lluís Companys, também conhecido como Estadi Olimpic de Montjuïc) é um estádio localizado em Barcelona, Catalunha, Espanha.
Originalmente construído para a Exposição Internacional de Barcelona de 1929, foi reconstruído em 1989 para os Jogos Olímpicos de Verão de 1992.
Tem o nome do político catalão Lluís Companys i Jover, e está localizado em Montjuic, um monte largo a sudoeste da cidade. O Grande Prêmio da Espanha de Formula 1 de 1975, foi disputado em torno do estádio, que foi utilizado como paddock.
O estádio tem capacidade para 56 000 torcedores e foi a casa do Espanyol após a demolição do Estádio Sarriá. Em  2009  construíram o Estadi Cornellà-El Prat com capacidade de 40 500 torcedores.
Nas temporadas 2023/24 e 2024/25, o Barcelona jogou como mandante do estádio, já que o Camp Nou entrou em reforma.